# Funkcja obiektu badań
Funkcja obiektu badań (FOB, F, f) – zależność (rozumiane intuicyjnie przyporządkowanie) wartości wielkości wyjściowej (z) od wartości wielkości wejściowych {\displaystyle (x_{1},x_{2},\dots ,x_{k},\dots ,x_{i})\colon z=F(x_{1},x_{2},\dots ,x_{k},\dots ,x_{i}).} Funkcja obiektu badań stanowi funkcję aproksymującą; najczęściej w formie wielomianu algebraicznego: z = b0 + b1x1 + ... + b1x1 + b11x12 + ... + biixi2 + b12x1x2 + b13x1x3 + ... Funkcji obiektu badań nie należy utożsamiać z modelem matematycznym obiektu badań. Aproksymującą funkcję obiektu badań należy zawsze uzupełniać wartościami wielkości stałych występujących w eksperymencie, na podstawie którego funkcja została wyznaczona.